# Asdf

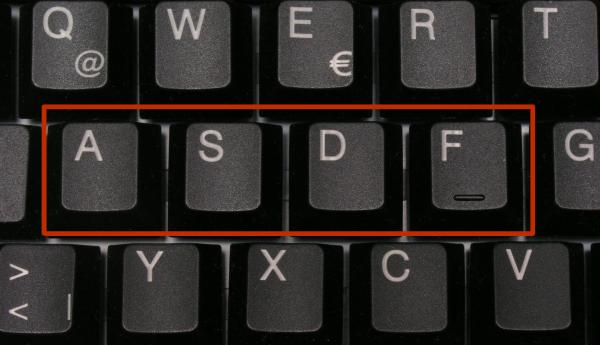
De ASDF-toetsen op een QWERTZ-toetsenbord.

De rij letters "asdf" zijn de eerste vier letters in de huisrij van een QWERTY- en QWERTZ-toetsenbord. De rij is makkelijk in te toetsen met de vingers van de linkerhand, terwijl de rechterhand op de muis blijft rusten. Ze worden vaak gebruikt als testding of als tijdelijke waarde zonder betekenis. Het is een veelgebruikte lescombinatie bij typelessen, aangezien alle vier de letters op de huisrij staan.
Het equivalent op een Dvorak-toetsenbord is "aoeu".